# Terremoto del sur del Perú de 2018
El terremoto del sur del Perú de 2018 o terremoto de Arequipa de 2018 fue un terremoto que ocurrió la madrugada del domingo, 14 de enero de 2018, a las 04:18, hora local (09:18 UTC), con una magnitud de 7.1 Mw (escala de magnitud de momento), al sur de Perú, en el departamento de Arequipa y algunas áreas limítrofes del departamento de Ica y el departamento de Ayacucho. Con hipocentro localizado a una profundidad de 38 km, y el epicentro calculado en el mar de Grau, a 40 km al sur-suroeste de la ciudad de Caravelí en la provincia homónima.
Se sintió en toda la Costa sur y la Sierra sur del Perú a través de Arequipa hasta lugares tan lejanos como Lima Metropolitana, el golfo de Arica y la zona norte de Chile. Hubo dos muertos y ciento tres heridos.

## Geología del Perú

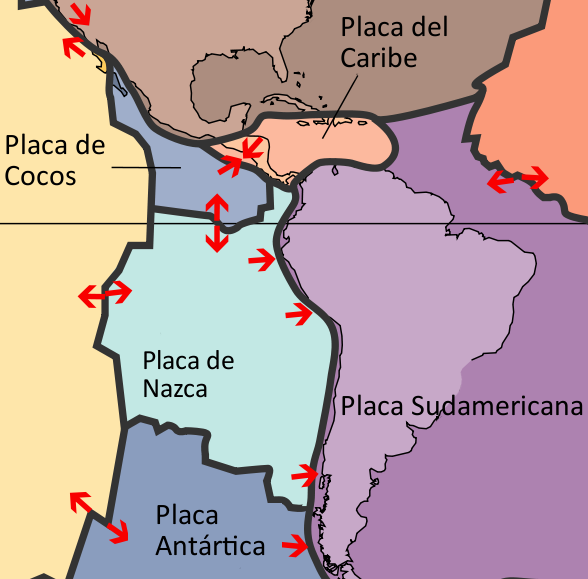
La placa Sudamericana y la placa de Nazca tienen su límite territorial cerca de las costas peruanas, justamente en el área de Ica-Arequipa el límite de placas se sitúa ya no en el mar si no en la misma costa continental. Además la placa de nazca se encuentra incrustada por debajo de la sudamericana, esto genera que cuando la primera se mueva se genere movimientos que pueden provocar terremotos y tsunamis.

La sismicidad registrada en Perú y sus alrededores se debe al desplazamiento de dos placas tectónicas principales (Sudamérica y Nazca) y estas a su vez se encuentran en el Cinturón de Fuego del Pacífico. El desarrollo geológico de la región se explica por diferentes procesos que afectan a estas placas tectónicas, como la subducción (un movimiento por el que una placa se introduce debajo de otra) o las fallas de transformación a gran escala, entre otros. La variedad de mecanismos geológicos observados en esta zona producen no solo fuertes terremotos, sino también la aparición de sistemas montañosos, entre los que se encuentran algunos de los picos más altos del mundo.

## Antecedentes

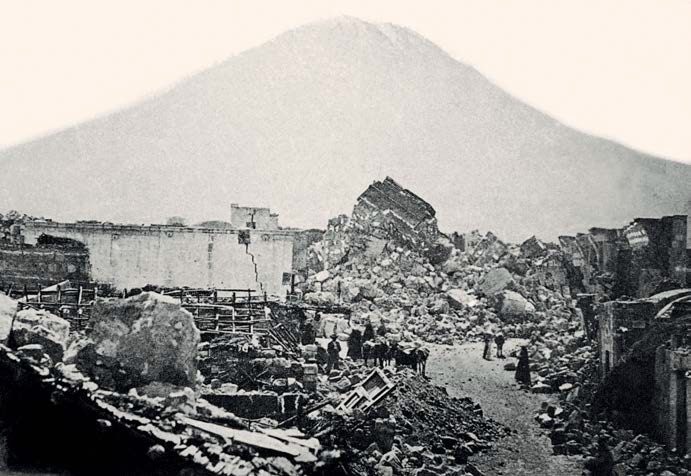
Foto de Arequipa devastada después del terremoto de 1868.

Durante el último siglo, la región afectada por el nuevo terremoto ha experimentado al menos otros cuatro sismos de gran magnitud, El más importante en el departamento de Arequipa fue el terremoto del sur en 2001 que provocó 102 muertos, y el más importante a nivel nacional fue el terremoto de Chincha y Pisco en 2007 que si bien no se ocasionó en Arequipa generó a nivel nacional 597 muertos y 2291 heridos. Eso sin contar las secuelas que sufrió Arequipa durante otros terremotos, como el terremoto de Arica de 1868, el cual es considerado el peor terremoto en la historia peruana.

## Terremoto
El terremoto ocurrió cerca de los límites del mar y la costa, aproximadamente a 40 kilómetros al suroeste del distrito de Yauca, cerca de donde convergen las placas tectónicas sudamericana y Nazca.
Es el terremoto más fuerte registrado en la región en 2018. El terremoto se sintió en otros departamentos como Lima, Huancavelica, Moquegua, Tacna e incluso las regiones de Arica y Parinacota y Tarapacá en Chile. El Instituto Nacional de Defensa Civil y el Instituto Geofísico del Perú informaron que se registraron 4 réplicas en toda la provincia de Caravelí.[cita requerida]

### Explicación del sismo
De acuerdo al Servicio Geológico de los Estados Unidos,[cita requerida] el terremoto es un evento de falla inversa y paralelamente los sistemas de alerta de emergencia de Estados Unidos y Chile informaron de la remota posibilidad que se desarrolle un tsunami en las costas pacíficas de América del Sur.
El Centro Nacional de Alerta de Tsunami del Perú descartaron un posible tsunami junto a las agencias de comunidades como la Unión Europea y países como República Popular China, Rusia y Japón, tiempo después le siguieron las agencias de Estados Unidos y Chile.

#### Intesidades
| Localidad | Región   | Intensidad          |
| --------- | -------- | ------------------- |
| Lomas     | Arequipa | VI [cita requerida] |

## Tsunami
Hubo un tsunami pequeño, la máxima altura fue de 20 cm en la estación mareográfica de San Juan, en el departamento de Arequipa

## Daños y fallecimientos
Se reportó que hasta ahora 2 personas fallecieron y hubo más de 103 heridos, siendo el noroeste del departamento de Arequipa la zona más afectada. La Ruta nacional PE-1S (Panamericana Sur) se vio bloqueada por pequeños corrimientos de tierra y algunas rupturas que presentó su asfalto.

## Reacciones

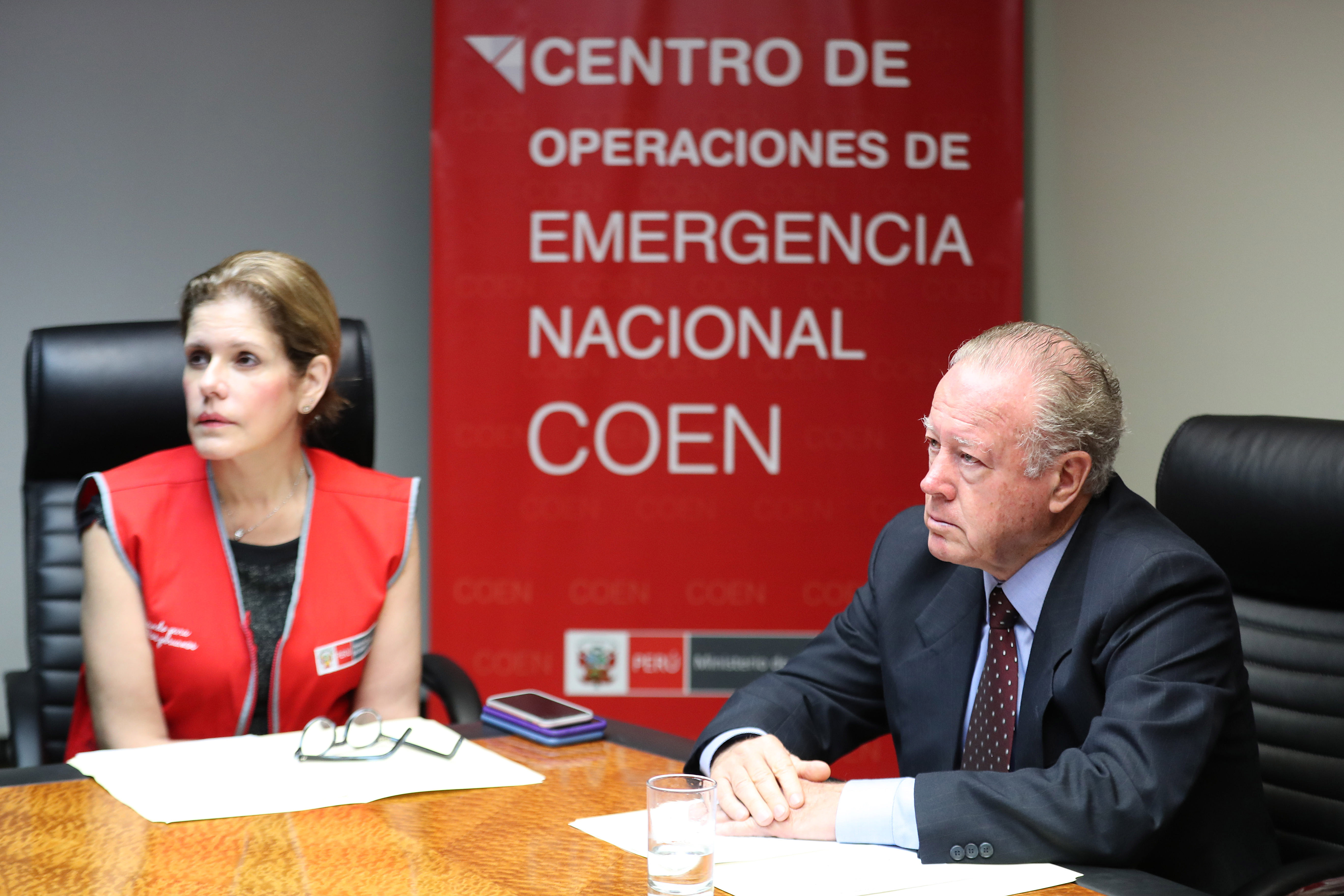
Aráoz Fernández junto al ministro de defensa Jorge Kisic realizando los preparativos para llegar a la zona del terremoto.

La presidente del Consejo de Ministro Mercedes Aráoz Fernández junto a sus ministros, al presidente de la República Pedro Pablo Kuczynski y miembros del Centro de Operaciones de Emergencia Nacional arribaron a la zona del terremoto,[cita requerida] varias organizaciones del Estado se prestaron para la ayuda, también diversos políticos expresaron su tristeza y sus palabras de apoyo para los pobladores de Caravelí y las otras áreas afectadas.
También se donaron carpas y alimentos no perecible, para los heridos se instalaron hospitales de paso, los gobiernos regionales de Arequipa y Ayacucho paralelamente iniciaron la limpieza de las zonas afectadas.[cita requerida]